# Lwambo
Lwambo este un oraș în  provincia Katanga, Republica Democrată Congo. În 2012 avea o populație de 13 317 de locuitori, iar în 2004 avea 11 300.